# توردا (ژیتیشته)
توردا (به صربی: Torda) یک منطقهٔ مسکونی در صربستان است که در Žitište Municipality واقع شده‌است. توردا ۱٬۷۷۱ نفر جمعیت دارد و ۷۵ متر بالاتر از سطح دریا واقع شده‌است.

## خواهرخوانده
شهر توردا خواهرخواندهٔ توردا (ژیتیشته) هست.